# Utecht
Utecht è un comune del Meclemburgo-Pomerania Anteriore, in Germania. Appartiene al Meclemburgo Nordoccidentale ed è parte dell'Amt Rehna.

## Storia
Nel 1937 la cosiddetta "legge sulla Grande Amburgo" decretò il passaggio del comune di Utecht dal Land di Lubecca, contemporaneamente disciolto, al Meclemburgo.